# Fadenia
Fadenia — вимерлий рід суцільноголових хрящові риб з кам'яновугільного періоду Міссурі (Сполучені Штати), пермського періоду Ґренландії та раннього тріасу Гренландії та формації Сульфур у Британській Колумбії, Канада.
Eugeneodontida — вимерлий ряд хрящових риб. Вони включають в себе культові роди, такі як Helicoprion, Ornithoprion, Edestus чи Caseodus. Fadenia є одним з небагатьох родів які пережили масове пермське вимирання. Fadenia були завдовжки приблизно 1.5 метра.
На додаток до двох дуже важливих грудних плавців у Фаденії був міцний, зміщений вперед спинний плавець без шипів, основа якого підтримувалася трикутною хрящовою пластиною. Міцний хвостовий плавець був характерний для швидкого активного хижака. Хвостовий плавець також був укріплений великими хрящовими пластинками. Черевний та анальний плавці були відсутні. Череп був довгим і звуженим з боків.